# Macedonië op het Junior Eurovisiesongfestival 2011
Macedonië nam deel aan het Junior Eurovisiesongfestival 2011 in Jerevan, Armenië. Het was de 9de deelname van het land op het Junior Eurovisiesongfestival. MRT was verantwoordelijk voor de Macedonische bijdrage voor de editie van 2011.

## Selectieprocedure
De Macedonische openbare omroep gaf op 14 juni 2011 aan te zullen deelnemen aan de negende editie van het Junior Eurovisiesongfestival. Macedonië was samen met België, Nederland en Wit-Rusland het enige land dat dan nu toe aan elke editie had deelgenomen. Geïnteresseerden kregen tot 1 september 2011 de tijd om een lied in te sturen. Opmerkelijk: dit moest anoniem gebeuren. De CD met het lied moest in een aparte enveloppe. In een andere enveloppe zat vervolgens de informatie over de artiest. De nationale finale vond plaats op 24 september. Uiteindelijk ging Dorijan Dlaka met de zegepalm aan de haal, dankzij zijn nummer Zhimi ovoj frak.

## Juniorsko Eurosong 2011
| Volgorde | Artiest           | Lied            |
| -------- | ----------------- | --------------- |
| 1        | Ivana Simoska     | Vo srcevo       |
| 2        | Kjara Golja       | Novo chuvstvo   |
| 3        | Gjorgji Gjorgjiev | Igraj           |
| 4        | Teodora Nastoska  | Srekja          |
| 5        | Dorijan Dlaka     | Zhimi ovoj frak |

## In Jerevan
In oktober werd de startvolgorde geloot. Macedonië trad als achtste van dertien landen aan, na Oekraïne en voor Nederland. Aan het einde van de puntentelling stond Macedonië op de twaalfde en voorlaatste plaats, met 31 punten. Letland haalde evenveel punten, maar eindigde toch als laatste, aangezien het van minder landen punten had gekregen dan Macedonië.